# Alexander Graham Bell
Alexander Graham Bell (ur. 3 marca 1847 w Edynburgu, zm. 2 sierpnia 1922 w Beinn Bhreagh, Nowa Szkocja w Kanadzie) – szkocki naukowiec, wynalazca, z zawodu logopeda i nauczyciel muzyki. Wynalazca telefonu i kilkudziesięciu innych wynalazków telekomunikacyjnych.
Syn Alexandra Melville’a Bella (1819–1905), fonetyka, specjalisty w dziedzinach ortoepii i elokucji, który opracował obrazkowy system pisma dla transkrypcji fonetycznej, tzw. Visible Speech, ukazujący pozycje gardła, języka i ust przy wydawaniu dźwięków, wykorzystywany w nauczaniu mowy osób głuchoniemych. Wnuk Alexandra Bella (1790–1865), specjalisty w zakresie fonetyki i zaburzeń mowy.

## Życiorys

### Rodzina
Alexander Bell urodził się 3 marca 1847 roku w Edynburgu jako drugi syn Alexandra Melville’a Bella (1819–1905), fonetyka, specjalisty w dziedzinach ortoepii i elokucji, i Elizy Grace Symonds, portrecistki. Miał dwóch braci, którzy zmarli młodo na gruźlicę: Melville’a Jamesa – nazywanego „Mellym” (1845–1870) i Edwarda Charlesa – nazywanego „Tedem” (1848–1867.). W wieku 10 lat uprosił ojca o drugie imię i w 11. urodziny przyjął imię „Graham” na cześć przyjaciela rodziny Alexandra Grahama. Rodzina i przyjaciele nazywali go „Aleckiem”.
Matka Bella cierpiała na postępującą głuchotę i by się z nią porozumiewać, młody Aleksander opanował język migowy, a także opracował technikę komunikacji polegającą na przykładaniu ust do czoła matki i wypowiadania słów modulowanym głosem o niskich tonach.
Rodzina Bellów od dwóch pokoleń zajmowała się zagadnieniami mowy, fonetyki i elokucji. Dziadek w Londynie –  Alexander Bell (1790–1865), wuj w Dublinie – David Charles Bell (1819–1902) i ojciec Alexander Melville Bell (1819–1905) w Edynburgu – byli specjalistami w zakresie fonetyki, elokucji i zaburzeń mowy. Prace ojca weszły do kanonu literatury przedmiotu, np. The Standard Elocutionist. Ponadto ojciec opracował obrazkowy system pisma dla transkrypcji fonetycznej, tzw. Visible Speech, gardła, języka i ust przy produkcji dźwięków, wykorzystywany w nauczaniu mowy osób głuchoniemych. Alexander opanował Visible Speech perfekcyjnie i był w stanie odszyfrować słowa w innych językach – m.in. w sanskrycie – i je prawidłowo wymówić, nie mając uprzedniej wiedzy o ich wymowie. Uczestniczył często w wystąpieniach ojca, demonstrując praktyczne użycie Visible Speech.

### Pierwszy wynalazek
W 1857 roku do ojca Alexandra na terapię zaczął uczęszczać jąkający się syn sąsiadów – Ben Herdman, z którym młody Alexander się zaprzyjaźnił. Rodzina Herdmana miała młyn, gdzie chłopcy często przebywali. Pewnego dnia chłopcy byli szczególnie głośni i ojciec Bena napomniał ich, mówiąc by zajęli się czymś użytecznym. Na pytanie czym mieliby się zająć, odpowiedział, że oddzielanie ziarna od plew bardzo długo trwa. Dwunastoletni Alexander wymyślił urządzenie, które zautomatyzowało oddzielanie plew od ziarna poprzez zastosowanie szczoteczek na rotujących łopatkach jednej z maszyn w młynie. Urządzenie to było następnie używane w młynie Herdmannów.

### Edukacja
Alexander wraz z braćmi pobierał pierwsze nauki w domu. Ojciec rozwijał jego pasję do biologii, a matka do muzyki. Alexander pobierał lekcje gry na fortepianie u Benoît-Auguste's Bertiniego, który zachęcał go do kariery zawodowego pianisty. W 1857 roku Alexander wraz z bratem Teddem rozpoczęli naukę w Maclaren's Hamilton Place Academy a rok później w Royal High School. Alexander nie osiągał dobrych wyników w szkole – prawdopodobnie ukończył jedynie cztery klasy.
W 1862 roku w wieku lat 15 Alexander został wysłany na rok do dziadka do Londynu, który zainspirował go do solidnej nauki i pracy badawczej. Podczas pobytu w Londynie, Alexander Melville Bell zaprowadził syna do wynalazcy sir Charlesa Wheatstone’a (1802–1875), który pracował nad konstrukcją elektrycznego telegrafu i który zaprezentował Bellom swój model maszyny mówiącej Wolfganga von Kempelena (1734–1804). Maszyna Wheatstone’a naśladowała ludzki głos. Wynalazek Wheatstone’a zainspirował Melvilla Bella do zachęcenia synów Alexandra i Melvilla do zbudowania własnego modelu mówiącej maszyny – Alexander zbudował części odpowiadające jamie ustnej i językowi, a Melville – płucom, krtani i gardłu.
W wieku lat 16 Alexander wystarał się o posadę nauczyciela-praktykanta elokucji i muzyki w Weston House Academy w Elgin. Za nauczanie otrzymywał zakwaterowanie i 10 funtów, przy czym sam jeszcze pobierał lekcje łaciny i greki. W tym samym czasie jego brat Melville studiował na Uniwersytecie Edynburskim a po roku chłopcy zamienili się miejscami. Niewiele jest wiadomo na temat studiów Alexandra w Edynburgu, nie jest nawet pewne czy ukończył rok akademicki – w 1864 roku Alexander Melville Bell skończył prace nad Visibile Speech i młody Alexander zaangażowany był w jej promowanie.
W kwietniu 1865 roku zmarł senior Alexander Bell i Bellowie przenieśli się do Londynu – w Edynburgu został młody Mellville Bell. Na jesieni 1865 roku młody Alexander powrócił do Elgin jako asystent. Intensywnie zajmował się fizjologią mowy, prowadząc eksperymenty z zakresu produkcji dźwięków, szczególnie dźwięków samogłosek. Alexander Bell opisał swoje doświadczenia i przedstawił swoje przemyślenia w raporcie, który wysłał w marcu 1866 roku jednemu z ówczesnych czołowych filologów Alexandrowi Johnowi Ellisowi. Będąc pod ogromnym wrażeniem osiągnięć Bella, Ellis zaproponował mu członkostwo w londyńskim towarzystwie filologicznym Philological Society.
Ellis naprowadził również młodego Bella na prace Hermanna von Helmholtza (1821–1894) na polu mechanicznej produkcji samogłosek. Bell nie znał jednak niemieckiego, by samodzielnie zapoznać się z osiągnięciami von Helmholtza i Ellis tłumaczył Bellowi prace niemieckiego fizjologa. Ani Ellis, ani Bell nie znali się na elektryczności na tyle, by w pełni zrozumieć wywody von Helmholtza. Bell omyłkowo zrozumiał, że von Helmholtzowi udało się nie tyle wyprodukować dźwięk samogłosek, ale przesłać go na odległość przy pomocy elektryczności. Na tej podstawie wywnioskował, że przesyłać można również dźwięk spółgłosek, mowy, muzyki – każdy dźwięk.

### Wyjazd do Kanady i wynalezienie telefonu
W 1870 Bell wyjechał do Kanady na rehabilitację po zapaleniu płuc. W trakcie tego pobytu zaproponowano mu stanowisko profesora fizjologii dźwięku na Uniwersytecie w Bostonie. Ojciec jego żony był bardzo zamożnym człowiekiem i gdy dowiedział się o pomyśle Bella na skonstruowanie elektrycznego wzmacniacza dźwięku dla niedosłyszących (Bell był nauczycielem głuchoniemych), postanowił finansować te badania. W ramach tych badań opatentował głośnik i mikrofon. Były one jednak zbyt duże i wymagały zbyt dużych źródeł zasilania, aby można je było użyć do budowy urządzenia, które niedosłyszący mogliby nosić przy sobie. Połączył jednak jedno z drugim i uzyskał urządzenie przekazujące dźwięk na odległość. Dwa takie urządzenia połączone razem w ten sposób, że na każdym końcu znajduje się jeden mikrofon i jeden głośnik, dały w rezultacie urządzenie – telefon.

### Bell Telephone Company
Alexander Bell i jego teść zdecydowali się założyć przedsiębiorstwo Bell Telephone Company, aby rozpowszechnić wynalazek Bella. Wynalazek ten zrobił furorę na pokazie w Filadelfii, Bell dostał astronomiczną na owe czasy nagrodę 50 000 dolarów od Filadelfijskiego Towarzystwa Naukowego i rozpoczął z teściem produkcję swojego wynalazku.
Bell Telephone Company została później przekształcona w AT&T, do niedawna największą firmę telekomunikacyjną świata. Po osiągnięciu sukcesu komercyjnego Bell założył sieć laboratoriów badawczych, które po jego śmierci nazwano Bell Laboratories. Po przekształceniu Bell Telephone Company w AT&T laboratoria Bella stały się głównym ośrodkiem badawczym tej firmy.

### Wkład w rozwój lotnictwa
Mało znanym fragmentem działalności Bella był jego wkład w rozwój lotnictwa. Na wieść o sukcesach braci Wright i za radą żony, Mabel Bell, zgromadził wokół siebie grupę entuzjastów, w skład której wchodzili: Frederick “Casey” Baldwin, wieloletni współpracownik Bella – Douglas McCurdy i amerykański wojskowy, porucznik Thomas Selfridge – jedyny oficer amerykańskich sił zbrojnych, który od początku wierzył w przyszłość lotnictwa. Zawiązana w Halifaksie spółka tej czwórki – Aerial Experiment Association – za pieniądze Mabel Bell w ciągu półtora roku prac doprowadziła do historycznego dla Kanady wydarzenia: kontrolowanego lotu maszyny o nazwie Silver Dart nad zamarzniętymi wodami jeziora Bras d’Or Lake w Nowej Szkocji.
23 lutego 1909 roku pilotowana przez Douglasa McCurdy Silver Dart wzbiła się na wysokość 9 metrów i w ciągu 40-sekundowego lotu pokonała odległość 800 metrów. Był to pierwszy w Kanadzie lot maszyny cięższej od powietrza i pierwszy taki lot w wykonaniu obywatela Imperium Brytyjskiego. Kolejny lot następnego dnia, 24 lutego, pozwolił już na pokonanie dystansu czterech i pół mili.
Alexander Graham Bell, naturalizowany Amerykanin, doprowadził do tego wydarzenia w niesprzyjających warunkach wietrznej Nowej Szkocji właśnie po to, by był to „kanadyjski” lot i by w ten sposób odwdzięczyć się swojej nowej ojczyźnie za gościnę po emigracji ze Szkocji.

## Odznaczenia i nagrody
- 1880 – Nagroda Volty „za wynalezienie telefonu”[21]
- 1881 – Legia Honorowa[22]
- 1913 – Hughes Medal „za wkład w wynalezienie telefonu, a w szczególności za konstrukcję słuchawki telefonu”[23]
- 1914 – Medal Edisona „za wybitne osiągnięcia przy wynalezieniu telefonu”[24]

## Upamiętnienie

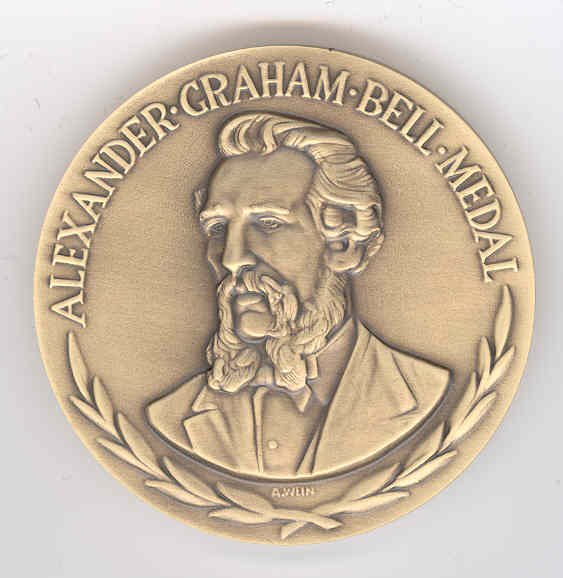
Alexander Graham Bell Medal przyznawany przez Institute of Electrical and Electronics Engineers (IEEE).

- Alexander Graham Bell Medal – ustanowiony w 1976 roku medal przyznawany dorocznie przez Institute of Electrical and Electronics Engineers (IEEE) w uznaniu osiągnięć w dziedzinie telekomunikacji[25]
- bel (1 B) i decybel (1 dB) – logarytmiczne jednostki miary nazwane na cześć Bella[26][27]
- Bell Telephone Memorial – pomnik upamiętniający wynalezienie telefonu i A.G. Bella w Brantford[28]